# Augusta da Baviera (1875–1964)
Augusta Maria Luísa Princesa da Baviera (em alemão:  Auguste Maria Luise Prinzessin von Bayern; Munique, 28 de abril de 1875 — Ratisbona, 25 de junho de 1964)  foi princesa da Baviera por nascimento e arquiduquesa da Áustria pelo seu casamento com José Augusto da Áustria.

## Família
Augusta foi a segunda filha de Leopoldo, príncipe da Baviera e da arquiduquesa Gisela da Áustria. Os seus avós paternos eram Leopoldo, Príncipe Regente da Baviera e Augusta de Áustria-Toscana. Os seus avós maternos eram o imperador Francisco José I da Áustria e a imperatriz Isabel da Áustria.
Ela teve três irmãos, que eram: Isabel Maria, esposa do conde Oto de Seefried e Buttenheim; Jorge, marido de Isabel da Áustria, e Conrado, marido de Maria Bona de Saboia.

## Biografia

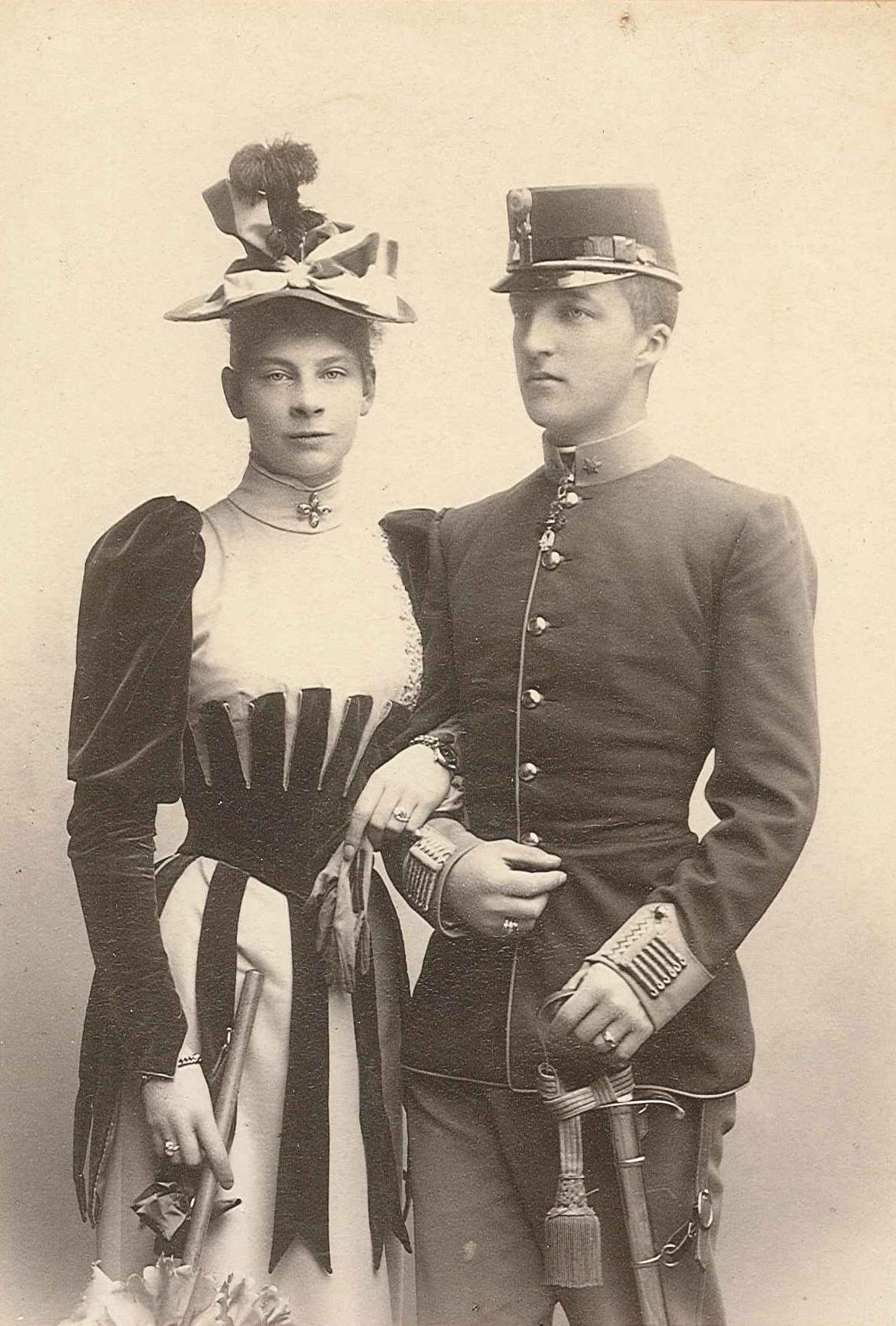
Arquiduque José Augusto e a Arquiduquesa Augusta

Aos 17 anos de idade, a princesa Augusta casou-se com o arquiduque José Augusto, de 20 anos, no dia 15 de novembro de 1893. Ele era filho de José Carlos da Áustria e de Clotilde de Saxe-Coburgo-Gota.
O casal teve seis filhos, três meninos e três meninas.
Em 1915, no começo da guerra contra a Itália, Augusta foi ao fronte com o regimento de cavalaria do qual o seu marido fazia parte.
A arquiduquesa faleceu no dia 28 de abril de 1964 aos 89 anos de idade.

## Descendência
- José Francisco da Áustria (28 de março de 1895 – 25 de setembro de 1957), foi casado com Ana da Saxônia, com quem teve nove filhos;
- Gisela Augusta Ana Maria da Áustria (5 de julho de 1897 – 30 de março de 1901);
- Sofia Clementina Isabel Clotilde Maria da Áustria (11 de março de 1899 – 19 de abril de 1978), não se casou e nem teve filhos;
- Ladislau Luitpoldo da Áustria (3 de janeiro de 1901 – 29 de agosto de 1946), não se casou e nem teve filhos;
- Matias José Alberto Antônio Inácio Maria da Áustria (26 de junho de 1904 – 7 de outubro de 1905);
- Madalena Maria Rainieria da Áustria (6 de setembro de 1900 – 11 de maio de 2000), não se casou e nem teve filhos.